# I giardini dello Château Noir
I giardini dello Château Noir è un dipinto di Paul Cézanne. Eseguito tra il 1900 e il 1904, è conservato nella National Gallery di Londra.

## Descrizione
La composizione è incentrata sulle formazioni rocciose al centro, circondate da una vegetazione talmente folta che il cielo è ridotto ad alcune pennellate azzurre. L'albero in primo piano destra, dalla vistosa biforcazione, è stato recentemente bruciato da un incendio.